# Politburo do Partido Comunista da China
O Politburo Central do Partido Comunista da China ou Birô Político do Comitê Central do PCC (chinês tradicional: 中國共產黨中央政治局, chinês simplificado: 中国共产党中央政治局, pinyin: Zhōngguó Gòngchǎndǎng Zhōngyāng Zhèngzhìjú), até 1927 denominado Birô Central (中央局), é um grupo de 25 pessoas que supervisionam o Partido Comunista da China. Ao contrário de Politburos (birôs políticos) de outros partidos comunistas, o poder dentro do Politburo é centralizado no Comitê Permanente do Politburo. O Politburo é nominalmente designado pelo Comitê Central, mas a prática desde os anos 1980 tem sido de que o Politburo se auto-perpetue. O Politburo é é um órgão de decisão intermediário entre o Comitê Permanente, com sete integrantes, e o Comitê Central do Partido, com 376.

O poder do Politburo reside em grande parte no fato de que seus membros geralmente detêm simultaneamente cargos dentro da estrutura estatal da República Popular da China e pelo controle de nomeações que é detido pelo Politburo e pelo Secretariado. Além disso, alguns membros do Politburo detêm impostantes posições regionais. A forma de funcionamento interno do Politburo não é clara, mas estima-se que o Politburo completo reúne uma vez por mês e o Comitê Permanente reúne-se semanalmente. Essa frequência de reuniões seria muito menor do que havia sido no primeiro Politburo soviético. A agenda das reuniões parece ser controlada pelo Secretário-Geral. E as decisões são tomadas por consenso em vez de por maioria de votos.
O Politburo foi eclipsado pelo Secretariado do Comitê Central do Partido Comunista da China no início de 1980 no mandato de Hu Yaobang, mas re-emergiu como força dominante após o expurgo de Hu em 1987.

### Membros do Politburo
| Titular do cargo | Titular do cargo | Hanzi  | Nascimento | Filiação | Local de nascimento | Nível acadêmico | Nº de funções | Ref.   |
| ---------------- | ---------------- | ------ | ---------- | -------- | ------------------- | --------------- | --- | ------ |
| Cai Qi           | Cai Qi           | 蔡奇   | 1955       | 1975     | Fujian              | Graduado        | Três - Cargos no Partido - Primeiro secretário do Secretariado do Comitê Central - Diretor do Gabinete Geral do Comitê Central - Diretor do Gabinete do Secretário-Geral do Comitê Central | [ 6 ]  |
|                  | Chen Jining      | 陈吉宁 | 1964       | 1984     | Liaoning            | Graduado        | Um - Cargos no Partido - Secretário do Comitê Municipal do Partido Comunista de Xangai | [ 7 ]  |
|                  | Chen Min'er      | 陈敏尔 | 1960       | 1982     | Zhejiang            | Graduado        | Um - Cargos no Partido - Secretário do Comitê Municipal do Partido Comunista de Tianjin | [ 8 ]  |
|                  | Chen Wenqing     | 陈文清 | 1960       | 1983     | Sichuan             | Graduado        | Um - Cargos no Partido - Secretário da Comissão Central de Assuntos Políticos e Jurídicos | [ 9 ]  |
| Ding Xuexiang    | Ding Xuexiang    | 丁薛祥 | 1962       | 1984     | Jiangsu             | Graduado        | Um - Cargos estatais - Primeiro Vice-primeiro ministro do Conselho de Estado | [ 10 ] |
|                  | He Lifeng        | 何立峰 | 1955       | 1981     | Guangdong           | Graduado        | Dois - Cargos no Partido - Diretor da Comissão Central de Assuntos Financeiros e Econômicos - Cargo Estatais - Segundo Vice-primeiro ministro do Conselho de Estado | [ 11 ] |
|                  | He Weidong       | 何卫东 | 1957       | 1978     | Fujian              | Graduado        | Dois - Cargos no Partido - Segundo Vice-presidente da Comissão Militar Central - Cargo Estatais - Segundo Vice-presidente da Comissão Militar Central | [ 12 ] |
|                  | Huang Kunming    | 黄坤明 | 1956       | 1976     | Fujian              | Graduado        | Um - Cargos no Partido - Secretário do Comité Provincial do Partido de Guangdong | [ 13 ] |
|                  | Li Ganjie        | 李干杰 | 1964       | 1984     | Hunan               | Graduado        | Um - Cargos no Partido - Chefe do Departamento de Organização do Comitê Central do Partido Comunista Chinês | [ 14 ] |
|                  | Li Hongzhong     | 李鸿忠 | 1956       | 1976     | Shenyang            | Graduado        | Um - Cargo Estatais - Primeiro Vice-presidente do Comitê Permanente do Congresso Nacional do Povo | [ 15 ] |
| Li Qiang         | Li Qiang         | 李强   | 1959       | 1983     | Zhejiang            | Graduado        | Oito - Cargos no Partido - Diretor da Comissão Central de Organização Institucional - Vice-diretor da Comissão Central para o Aprofundamento Integral das Reformas - Vice-diretor da Comissão Central de Assuntos Financeiros e Econômicos - Vice-diretor da Comissão Central de Assuntos do Ciberespaço - Vice-diretor da Comissão Central de Relações Exteriores - Líder do Grupo Dirigente Central para Mudança Climática e Redução de Emissões - Líder do Grupo Dirigente do Partido Comunista do Conselho de Estado - Cargos estatais - Primeiro-ministro líder do Conselho de Estado | [ 16 ] |
|                  | Li Shulei        | 李书磊 | 1964       | 1986     | Henan               | Graduado        | Um - Cargos no Partido - Chefe do Departamento de Publicidade do Comitê Central do Partido Comunista Chinês | [ 17 ] |
| Li Xi            | Li Xi            | 李希   | 1956       | 1982     | Gansu               | Graduado        | Dois - Cargos no Partido - Secretário do Comitê Permanente da Comissão Central de Inspeção Disciplinar - Diretor do Grupo Líder Central para o Trabalho de Inspeção: | [ 18 ] |
|                  | Liu Guozhong     | 刘国中 | 1962       | 1986     | Heilongjiang        | Graduado        | Um - Cargo Estatais - Quarto Vice-primeiro ministro do Conselho de Estado | [ 19 ] |
|                  | Ma Xingrui       | 马兴瑞 | 1959       | 1988     | Heilongjiang        | Graduado        | Um - Cargos no Partido - Secretário do Comitê Provincial do Partido Comunista de Xinjiang | [ 20 ] |
|                  | Shi Taifeng      | 石泰峰 | 1956       | 1982     | Shanxi              | Graduado        | Dois - Cargos no Partido - Chefe do Departamento de Trabalho da Frente Unida do Comitê Central do Partido Comunista Chinês - Departamento de Organização - Vice-presidente do Comitê Nacional da Conferência Consultiva Política do Povo Chinês | [ 21 ] |
| Wang Huning      | Wang Huning      | 王沪宁 | 1955       | 1984     | Xangai              | Graduado        | Um - Gabinete Organizacional - Presidente do Comitê Nacional da Conferência Consultiva Política do Povo Chinês | [ 22 ] |
|                  | Wang Yi          | 王毅   | 1953       | 1981     | Pequim              | Graduado        | Dois - Cargos no Partido - Diretor da Comissão Central de Assuntos Exteriores - Cargo Estatais - Ministro das Relações Exteriores da República Popular da China | [ 23 ] |
| Xi Jinping       | Xi Jinping       | 习近平 | 1953       | 1974     | Pequim              | Graduado        | Onze - Cargos no Partido - Secretário Geral do Comitê Central - Presidente da Comissão Central de Segurança Nacional do Comitê Central - Presidente da Comissão Central para o Aprofundamento Integral das Reformas - Chefe do Grupo Central de Trabalho para os Assuntos de Taiwan do Comitê Central - Chefe da Comissão Central de Assuntos Financeiros e Econômicos do Comitê Central - Chefe do Grupo Central de Trabalho para Segurança de Rede e Informatização do Comitê Central - Cargos Militares - Presidente da Comissão Militar Central - Comandante em chefe do Centro de Comando de Operações Conjuntas da Comissão Militar Central do Exército de Libertação Popular - Chefe do Grupo de Liderança para a Defesa Nacional e Reforma Militar da Comissão Militar Central - Chefe da Gabinete da Comissão Central para o Desenvolvimento Integrado Militar-Civil - Cargo Estatais - Presidente da República Popular da China | [ 24 ] |
|                  | Yin Li           | 尹力   | 1962       | 1980     | Shandong            | Graduado        | Um - Cargos no Partido - Secretário do Comitê Municipal do Partido Comunista de Pequim | [ 25 ] |
|                  | Yuan Jiajun      | 袁家军 | 1962       | 1992     | Jilin               | Graduado        | Um - Cargos no Partido - Secretário do Comitê Municipal do Partido Comunista de Chongqing | [ 26 ] |
|                  | Zhang Guoqing    | 张国清 | 1964       | 1984     | Henan               | Graduado        | Um - Cargo Estatais - Terceiro Vice-primeiro ministro do Conselho de Estado | [ 27 ] |
|                  | Zhang Youxia     | 张又侠 | 1950       | 1969     | Pequim              | Graduado        | Dois - Cargos no Partido - Primeiro Vice-presidente da Comissão Militar Central - Cargo Estatais - Primeiro Vice-presidente da Comissão Militar Central | [ 28 ] |
| Zhao Leji        | Zhao Leji        | 赵乐际 | 1957       | 1975     | Shandong            | Graduado        | Um - Cargo estatal - Presidente do Comitê Permanente do Congresso Nacional do Povo | [ 29 ] |